# Frans I van Frankrijk

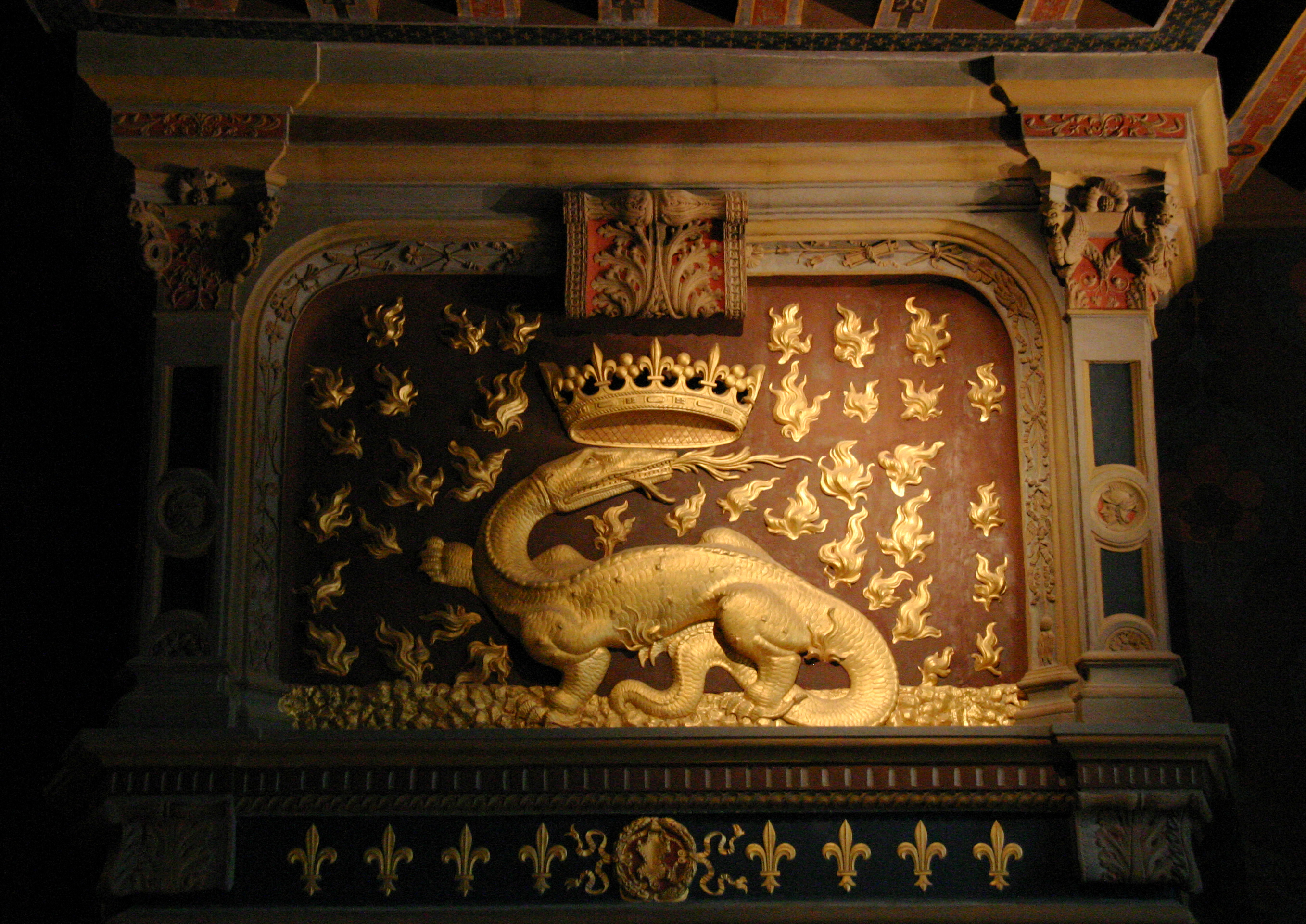
Salamander, symbool van Frans I in het kasteel van Blois

Frans I (Cognac, 12 september 1494 – Kasteel van Rambouillet, 31 maart 1547) werd in 1515 in Reims tot koning van Frankrijk gekroond en regeerde tot zijn dood in 1547. Frans I was de enige zoon van Karel van Angoulême en Louise van Savoye. Margaretha van Valois was zijn zuster. Hij behoorde tot de linie Valois-Angoulême van het Huis Valois.

## Renaissance
Zijn voorgangers, Karel VIII en Lodewijk XII, hadden door de Italiaanse Oorlogen veel tijd doorgebracht in Italië en maakten daar de ontwikkeling van de Italiaanse renaissance mee, wat de Franse renaissance in gang zette.
Frans I wordt gezien als de eerste Franse vorst die zelf door de renaissance beïnvloed werd. Enkele van de leraren van de jonge Frans, vooral zijn leraren Latijn François Desmoulins de Rochefort en Christophe de Longueil, probeerden hem de nieuwe Italiaanse ideeën bij te brengen. Zijn moeder was geboeid door de kunst van de renaissance en bracht deze passie over op haar zoon. Men kan echter niet zeggen dat Frans een humanistische opleiding heeft gekregen, daarvoor waren te weinig van zijn leraren beïnvloed door de nieuwe ideeën, maar zijn opleiding vertoonde wel enkele humanistische aspecten. Toen Frans I in 1515 op de Franse troon kwam, stond hij op goede voet met vele humanisten. Tijdens zijn bewind kwam de culturele ontwikkeling van Frankrijk in een stroomversnelling. Aan het begin van zijn koningschap gaf hij opdracht tot de bouw van het kasteel van Chambord en betrok Leonardo da Vinci bij het ontwerp. Het ontwerp van de dubbele wenteltrap in dit paleis wordt toegeschreven aan Da Vinci, maar zeker is dat niet.
Frans I nam rond 1530 twee Italiaanse kunstenaars in dienst: Rosso Fiorentino en Francesco Primaticcio (1532). Zij werkten in het Kasteel van Fontainebleau aan de decoratie, de fresco's en de gipspleisterornamenten die de wandtapijten moesten vervangen. Hij bracht er vervolgens een deel van zijn kunstcollectie onder, inclusief de Mona Lisa en de Maagd op de rotsen (van Leonardo da Vinci). Tevergeefs verzocht hij het Vaticaan om een kopie van de Apollo van Belvedère en de Laocoöngroep. Rond 1540 kwamen Sebastiano Serlio en Benvenuto Cellini naar het kasteel en vervaardigden diverse standbeelden voor de tuin en op het dak.

## Binnenlands beleid
Tijdens zijn bewind groeide de Franse centrale staat op allerlei vlakken. Krachtens het Edict van Villers-Cotterêts werd in 1539 het Frans de status van officiële bestuurstaal toegekend. Net als zijn voorgangers hield hij vast aan een politiek van interne versterking van zijn rijk. Hij slaagde er onder meer in Auvergne aan het centrale gezag te onderwerpen.
Op het gebied van onderwijs en wetenschappen gaf Frans I in 1539 de aanzet tot het Collège Royal, het latere Collège de France. Zo trad hij op als mecenas van verschillende kunstenaars en wetenschappers, met als bekendste Da Vinci. Hij stimuleerde ook de vertaling van klassieke werken in de Franse taal, onder andere door Guillaume Budé (1467-1540), op wiens suggestie de studie van het Grieks, Latijn en Hebreeuws bevorderd werd.
Zijn eigen macht kon Frans I aanzienlijk versterken dankzij het Concordaat van Bologna. Dit gaf de koning onder andere de macht om zelf kandidaten voor belangrijke functies binnen de katholieke kerk in Frankrijk te benoemen.
Aanvankelijk toonde hij een tolerante houding tegenover de reformatie. De Franse parlementen vervolgden de hervormers en spraken soms ook doodstraffen uit, maar Frans I deed hier niet aan mee. Hij stuurde een gezant uit naar de voornaamste hervormers in Duitsland en in Zwitserland en droomde ervan de eenheid onder de christenen te herstellen, iets waar keizer Karel V niet in was geslaagd. Dit veranderde na de affaire des placards ('affaire van de affiches') in 1534. De Franse predikant Antoine Marcourt had in Neuchâtel affiches laten drukken die in erg felle bewoordingen de katholieke mis veroordeelden en bespotten. Deze affiches werden verspreid in Parijs, Orléans en Amboise, en werden zelfs aan de deur van het koninklijk hof bevestigd. De koning deelde in de verontwaardiging over deze actie en ondersteunde vanaf toen de repressie tegen de protestanten.

## Buitenlands beleid

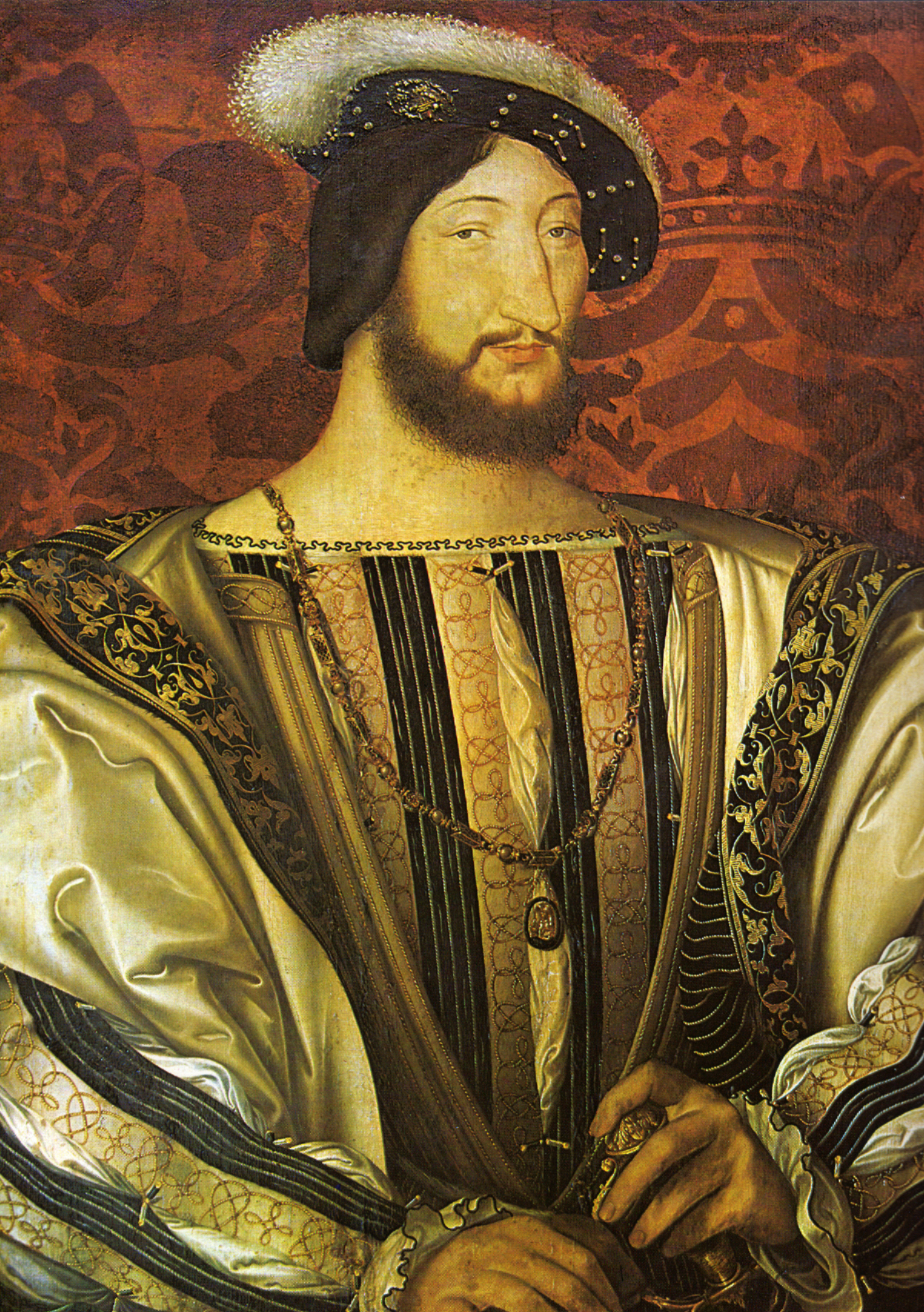
Frans I van Frankrijk
(ca.1527/30), Jean Clouet, Louvre

Op buitenlands gebied maakte hij onmiddellijk grote indruk door tijdens de Oorlog van de Liga van Kamerijk in 1515 de Slag bij Marignano voor de poorten van Milaan te winnen en op die manier de controle over Lombardije te verwerven. In 1521 kwam het opnieuw tot spanningen tussen Frankrijk en de Habsburgers om de heerschappij in Noord-Italië. Tijdens de Italiaanse Oorlog van 1521-1526 verloor hij in 1525 de Slag bij Pavia en werd hij gevangengenomen door Karel V, die intussen keizer van het Heilige Roomse Rijk was geworden. Hij was verplicht de Vrede van Madrid (1526) te tekenen.
Op aansturen van zijn moeder Louise de Savoye, regentes tijdens zijn gevangenschap, werd de Liga van Cognac (zijn geboorteplaats) opgericht, een verbond tegen Karel V. Zij ging zo ver dat ze ook een Franco-Ottomaanse alliantie aanging met Süleyman I om Frans vrij te krijgen. Eenmaal vrij viel hij Napels aan. De oorlog werd beëindigd met de Damesvrede van Kamerijk en er kwam voor zeven jaar een einde aan de Italiaanse Oorlogen tussen Frankrijk en de Habsburgers.
Tijdens deze luwe periode stuurde hij Jacques Cartier naar de andere kant van de Atlantische Oceaan om een graantje mee te pikken van de Nieuwe Wereld.
Na de dood van de laatste hertog Francesco II Sforza palmde Karel V het Hertogdom Milaan in, goed voor een nieuwe Italiaanse Oorlog (1535-1538). Deze keer kreeg Frans I steun van het Ottomaanse Rijk, waarbij vooral de inbreng van admiraal Barbarossa Khair ad-Din Pasha doorslaggevend was. Karel V was verplicht de Vrede van Nice te ondertekenen. Karel behield Milaan en Frans kon een groot deel van Piëmont inlijven.
Waren de relaties tussen Frans en Karel nog goed in 1540, toen Karel een bezoek bracht aan Parijs, dan sloegen die om na de moord op de Franse ambassadeur Antonio Rincon in 1541. Die kwam net terug van Constantinopel, waar hij had onderhandeld met het Ottomaanse hof in verband met de nakende oorlog met het Heilige Roomse Rijk, toen hij werd onderschept en vermoord door de keizerlijke troepen. Op 12 juli 1542 verklaarde Frans de oorlog, het begin van alweer een Italiaanse Oorlog (1542-1546). Geldproblemen en een tekort aan manschappen dwongen Frans naar de onderhandelingstafel. De oorlog had uiteindelijk niets opgeleverd.

## Dood
Frans I leed sinds 1524 aan syfilis. Eind 1530 had hij last van een fistel, waardoor hij niet meer op een paard kon zitten. De fistel begon te verzweren, en op 31 maart 1547 stierf hij aan een bloedvergiftiging en een nierfalen ten gevolge van die aandoening.
Hij ligt begraven in de kathedraal van Saint-Denis in Parijs.

## Huwelijken en kinderen
Frans trouwde op 18 mei 1514 in Saint-Germain-en-Laye met Claude van Frankrijk (Reine Claude), de oudste dochter van zijn voorganger Lodewijk XII, die al in 1524 overleed. Hij trouwde voor de tweede keer in 1530 met Eleonora van Habsburg (1498-1558), een dochter van Filips de Schone en Johanna van Castilië en daarmee een zuster van keizer Karel V.
Met Claude kreeg hij volgende kinderen:
- Louise (1515-1517)
- Charlotte (1516-1524)
- Frans (1518-1536)
- Hendrik II (1519-1559)
- Magdalena (1520-1537), getrouwd met Jacobus V van Schotland
- Karel (1522-1545)
- Margaretha (1523-1574), in 1559 getrouwd met Emanuel Filibert van Savoye.

## Kwartierstaat (voorouders)
| Lodewijk I van Orléans (1372-1407) | Lodewijk I van Orléans (1372-1407) | Lodewijk I van Orléans (1372-1407) | Lodewijk I van Orléans (1372-1407) | Lodewijk I van Orléans (1372-1407) | Lodewijk I van Orléans (1372-1407) | Valentina Visconti (1370-1408) | Valentina Visconti (1370-1408) | Valentina Visconti (1370-1408) | Valentina Visconti (1370-1408) | Valentina Visconti (1370-1408)  | Valentina Visconti (1370-1408)  |                                 |                                 | Alain IX de Rohan (ca. 1382-1462) | Alain IX de Rohan (ca. 1382-1462) | Alain IX de Rohan (ca. 1382-1462)        | Alain IX de Rohan (ca. 1382-1462)        | Alain IX de Rohan (ca. 1382-1462)        | Alain IX de Rohan (ca. 1382-1462)        | Margaretha van Bretagne (1392-1428)      | Margaretha van Bretagne (1392-1428)      | Margaretha van Bretagne (1392-1428)  | Margaretha van Bretagne (1392-1428)  | Margaretha van Bretagne (1392-1428) | Margaretha van Bretagne (1392-1428) |  |  | Lodewijk van Savoye (1413-1465) | Lodewijk van Savoye (1413-1465) | Lodewijk van Savoye (1413-1465)   | Lodewijk van Savoye (1413-1465)   | Lodewijk van Savoye (1413-1465)   | Lodewijk van Savoye (1413-1465)   | Anna van Lusignan (1419–1462)     | Anna van Lusignan (1419–1462)     | Anna van Lusignan (1419–1462)    | Anna van Lusignan (1419–1462)    | Anna van Lusignan (1419–1462) | Anna van Lusignan (1419–1462) |                               |                               | Karel I van Bourbon (1401-1456) | Karel I van Bourbon (1401-1456) | Karel I van Bourbon (1401-1456)    | Karel I van Bourbon (1401-1456)    | Karel I van Bourbon (1401-1456)    | Karel I van Bourbon (1401-1456)    | Agnes van Bourgondië (1407-1476)   | Agnes van Bourgondië (1407-1476)   | Agnes van Bourgondië (1407-1476) | Agnes van Bourgondië (1407-1476) | Agnes van Bourgondië (1407-1476) | Agnes van Bourgondië (1407-1476) |  |  |  |  |  |  |  |  |  |  |  |  |  |  |  |  |  |  |  |  |  |  |  |  |  |  |  |  |  |  |  |  |  |  |  |  |  |  |  |  |  |  |  |  |  |  |  |  |
| Lodewijk I van Orléans (1372-1407) | Lodewijk I van Orléans (1372-1407) | Lodewijk I van Orléans (1372-1407) | Lodewijk I van Orléans (1372-1407) | Lodewijk I van Orléans (1372-1407) | Lodewijk I van Orléans (1372-1407) | Valentina Visconti (1370-1408) | Valentina Visconti (1370-1408) | Valentina Visconti (1370-1408) | Valentina Visconti (1370-1408) | Valentina Visconti (1370-1408)  | Valentina Visconti (1370-1408)  |                                 |                                 | Alain IX de Rohan (ca. 1382-1462) | Alain IX de Rohan (ca. 1382-1462) | Alain IX de Rohan (ca. 1382-1462)        | Alain IX de Rohan (ca. 1382-1462)        | Alain IX de Rohan (ca. 1382-1462)        | Alain IX de Rohan (ca. 1382-1462)        | Margaretha van Bretagne (1392-1428)      | Margaretha van Bretagne (1392-1428)      | Margaretha van Bretagne (1392-1428)  | Margaretha van Bretagne (1392-1428)  | Margaretha van Bretagne (1392-1428) | Margaretha van Bretagne (1392-1428) |  |  | Lodewijk van Savoye (1413-1465) | Lodewijk van Savoye (1413-1465) | Lodewijk van Savoye (1413-1465)   | Lodewijk van Savoye (1413-1465)   | Lodewijk van Savoye (1413-1465)   | Lodewijk van Savoye (1413-1465)   | Anna van Lusignan (1419–1462)     | Anna van Lusignan (1419–1462)     | Anna van Lusignan (1419–1462)    | Anna van Lusignan (1419–1462)    | Anna van Lusignan (1419–1462) | Anna van Lusignan (1419–1462) |                               |                               | Karel I van Bourbon (1401-1456) | Karel I van Bourbon (1401-1456) | Karel I van Bourbon (1401-1456)    | Karel I van Bourbon (1401-1456)    | Karel I van Bourbon (1401-1456)    | Karel I van Bourbon (1401-1456)    | Agnes van Bourgondië (1407-1476)   | Agnes van Bourgondië (1407-1476)   | Agnes van Bourgondië (1407-1476) | Agnes van Bourgondië (1407-1476) | Agnes van Bourgondië (1407-1476) | Agnes van Bourgondië (1407-1476) |  |  |  |  |  |  |  |  |  |  |  |  |  |  |  |  |  |  |  |  |  |  |  |  |  |  |  |  |  |  |  |  |  |  |  |  |  |  |  |  |  |  |  |  |  |  |  |  |
|                                    |                                    |                                    |                                    |                                    |                                    |                                |                                |                                |                                |                                 |                                 |                                 |                                 |                                   |                                   |                                          |                                          |                                          |                                          |                                          |                                          |                                      |                                      |                                     |                                     |  |  |                                 |                                 |                                   |                                   |                                   |                                   |                                   |                                   |                                  |                                  |                               |                               |                               |                               |                                 |                                 |                                    |                                    |                                    |                                    |                                    |                                    |                                  |                                  |                                  |                                  |  |  |  |  |  |  |  |  |  |  |  |  |  |  |  |  |  |  |  |  |  |  |  |  |  |  |  |  |  |  |  |  |  |  |  |  |  |  |  |  |  |  |  |  |  |  |  |  |
|                                    |                                    |                                    |                                    | Jan van Angoulême (1399-1467)      | Jan van Angoulême (1399-1467)      | Jan van Angoulême (1399-1467)  | Jan van Angoulême (1399-1467)  | Jan van Angoulême (1399-1467)  | Jan van Angoulême (1399-1467)  |                                 |                                 |                                 |                                 |                                   |                                   | Margaretha van Rohan (overleden in 1496) | Margaretha van Rohan (overleden in 1496) | Margaretha van Rohan (overleden in 1496) | Margaretha van Rohan (overleden in 1496) | Margaretha van Rohan (overleden in 1496) | Margaretha van Rohan (overleden in 1496) |                                      |                                      |                                     |                                     |  |  |                                 |                                 |                                   |                                   | Filips II van Savoye (1438-1497)  | Filips II van Savoye (1438-1497)  | Filips II van Savoye (1438-1497)  | Filips II van Savoye (1438-1497)  | Filips II van Savoye (1438-1497) | Filips II van Savoye (1438-1497) |                               |                               |                               |                               |                                 |                                 | Margaretha van Bourbon (1438-1483) | Margaretha van Bourbon (1438-1483) | Margaretha van Bourbon (1438-1483) | Margaretha van Bourbon (1438-1483) | Margaretha van Bourbon (1438-1483) | Margaretha van Bourbon (1438-1483) |                                  |                                  |                                  |                                  |  |  |  |  |  |  |  |  |  |  |  |  |  |  |  |  |  |  |  |  |  |  |  |  |  |  |  |  |  |  |  |  |  |  |  |  |  |  |  |  |  |  |  |  |  |  |  |  |
|                                    |                                    |                                    |                                    | Jan van Angoulême (1399-1467)      | Jan van Angoulême (1399-1467)      | Jan van Angoulême (1399-1467)  | Jan van Angoulême (1399-1467)  | Jan van Angoulême (1399-1467)  | Jan van Angoulême (1399-1467)  |                                 |                                 |                                 |                                 |                                   |                                   | Margaretha van Rohan (overleden in 1496) | Margaretha van Rohan (overleden in 1496) | Margaretha van Rohan (overleden in 1496) | Margaretha van Rohan (overleden in 1496) | Margaretha van Rohan (overleden in 1496) | Margaretha van Rohan (overleden in 1496) |                                      |                                      |                                     |                                     |  |  |                                 |                                 |                                   |                                   | Filips II van Savoye (1438-1497)  | Filips II van Savoye (1438-1497)  | Filips II van Savoye (1438-1497)  | Filips II van Savoye (1438-1497)  | Filips II van Savoye (1438-1497) | Filips II van Savoye (1438-1497) |                               |                               |                               |                               |                                 |                                 | Margaretha van Bourbon (1438-1483) | Margaretha van Bourbon (1438-1483) | Margaretha van Bourbon (1438-1483) | Margaretha van Bourbon (1438-1483) | Margaretha van Bourbon (1438-1483) | Margaretha van Bourbon (1438-1483) |                                  |                                  |                                  |                                  |  |  |  |  |  |  |  |  |  |  |  |  |  |  |  |  |  |  |  |  |  |  |  |  |  |  |  |  |  |  |  |  |  |  |  |  |  |  |  |  |  |  |  |  |  |  |  |  |
|                                    |                                    |                                    |                                    |                                    |                                    |                                |                                |                                |                                | Karel van Angoulême (1459-1496) | Karel van Angoulême (1459-1496) | Karel van Angoulême (1459-1496) | Karel van Angoulême (1459-1496) | Karel van Angoulême (1459-1496)   | Karel van Angoulême (1459-1496)   |                                          |                                          |                                          |                                          |                                          |                                          |                                      |                                      |                                     |                                     |  |  |                                 |                                 |                                   |                                   |                                   |                                   |                                   |                                   |                                  |                                  | Louise van Savoye (1476-1531) | Louise van Savoye (1476-1531) | Louise van Savoye (1476-1531) | Louise van Savoye (1476-1531) | Louise van Savoye (1476-1531)   | Louise van Savoye (1476-1531)   |                                    |                                    |                                    |                                    |                                    |                                    |                                  |                                  |                                  |                                  |  |  |  |  |  |  |  |  |  |  |  |  |  |  |  |  |  |  |  |  |  |  |  |  |  |  |  |  |  |  |  |  |  |  |  |  |  |  |  |  |  |  |  |  |  |  |  |  |
|                                    |                                    |                                    |                                    |                                    |                                    |                                |                                |                                |                                | Karel van Angoulême (1459-1496) | Karel van Angoulême (1459-1496) | Karel van Angoulême (1459-1496) | Karel van Angoulême (1459-1496) | Karel van Angoulême (1459-1496)   | Karel van Angoulême (1459-1496)   |                                          |                                          |                                          |                                          |                                          |                                          |                                      |                                      |                                     |                                     |  |  |                                 |                                 |                                   |                                   |                                   |                                   |                                   |                                   |                                  |                                  | Louise van Savoye (1476-1531) | Louise van Savoye (1476-1531) | Louise van Savoye (1476-1531) | Louise van Savoye (1476-1531) | Louise van Savoye (1476-1531)   | Louise van Savoye (1476-1531)   |                                    |                                    |                                    |                                    |                                    |                                    |                                  |                                  |                                  |                                  |  |  |  |  |  |  |  |  |  |  |  |  |  |  |  |  |  |  |  |  |  |  |  |  |  |  |  |  |  |  |  |  |  |  |  |  |  |  |  |  |  |  |  |  |  |  |  |  |
|                                    |                                    |                                    |                                    |                                    |                                    |                                |                                |                                |                                |                                 |                                 |                                 |                                 |                                   |                                   |                                          |                                          |                                          |                                          |                                          |                                          |                                      |                                      |                                     |                                     |  |  |                                 |                                 |                                   |                                   |                                   |                                   |                                   |                                   |                                  |                                  |                               |                               |                               |                               |                                 |                                 |                                    |                                    |                                    |                                    |                                    |                                    |                                  |                                  |                                  |                                  |  |  |  |  |  |  |  |  |  |  |  |  |  |  |  |  |  |  |  |  |  |  |  |  |  |  |  |  |  |  |  |  |  |  |  |  |  |  |  |  |  |  |  |  |  |  |  |  |
|                                    |                                    |                                    |                                    |                                    |                                    |                                |                                |                                |                                |                                 |                                 |                                 |                                 |                                   |                                   |                                          |                                          |                                          |                                          |                                          |                                          |                                      |                                      |                                     |                                     |  |  |                                 |                                 |                                   |                                   |                                   |                                   |                                   |                                   |                                  |                                  |                               |                               |                               |                               |                                 |                                 |                                    |                                    |                                    |                                    |                                    |                                    |                                  |                                  |                                  |                                  |  |  |  |  |  |  |  |  |  |  |  |  |  |  |  |  |  |  |  |  |  |  |  |  |  |  |  |  |  |  |  |  |  |  |  |  |  |  |  |  |  |  |  |  |  |  |  |  |
|                                    |                                    |                                    |                                    |                                    |                                    |                                |                                |                                |                                |                                 |                                 |                                 |                                 |                                   |                                   |                                          |                                          | Margaretha van Angoulême (1492-1549)     | Margaretha van Angoulême (1492-1549)     | Margaretha van Angoulême (1492-1549)     | Margaretha van Angoulême (1492-1549)     | Margaretha van Angoulême (1492-1549) | Margaretha van Angoulême (1492-1549) |                                     |                                     |  |  |                                 |                                 | Frans I van Frankrijk (1494-1547) | Frans I van Frankrijk (1494-1547) | Frans I van Frankrijk (1494-1547) | Frans I van Frankrijk (1494-1547) | Frans I van Frankrijk (1494-1547) | Frans I van Frankrijk (1494-1547) |                                  |                                  |                               |                               |                               |                               |                                 |                                 |                                    |                                    |                                    |                                    |                                    |                                    |                                  |                                  |                                  |                                  |  |  |  |  |  |  |  |  |  |  |  |  |  |  |  |  |  |  |  |  |  |  |  |  |  |  |  |  |  |  |  |  |  |  |  |  |  |  |  |  |  |  |  |  |  |  |  |  |